# Carlyle (Saskatchewan)
Carlyle ist eine Kleinstadt im Südosten des kanadischen Bundesstaates Saskatchewan mit 1524 Einwohnern (laut Volkszählung von 2021; 2016: 1508 Einwohner) und einer Landfläche von 5,4 km². Es liegt südlich des Moose Mountain Provincial Parks, an der Kreuzung der Highways 9 und 13 und ist umgeben von der Rural Municipality of Moose Mountain No. 63.
Die Siedlung entstand aus einigen wenigen Bauernhöfen britischer Siedler. Im Jahr 1883 entstand hier ein Postamt, für das der erste Vorsteher den Namen Carlyle (nach dem schottischen Schriftsteller Thomas Carlyle) wählte. Damit war auch der Name der Siedlung festgelegt. Durch den Bau einer Bahnlinie im Jahr 1901 begann ein Zustrom von Siedlern: während der Ort 1901 noch 23 Bewohner umfasste, waren es 1906 bereits 400. Dieser Stand blieb bis zum Ende des Zweiten Weltkrieges erhalten; danach stieg er durch die Erschließung eines nahen Ölfeldes stark an. Bei der Volkszählung von 1956 wurden bereits 829 Bewohner gezählt. Seither gehört der Ort zu den wenigen Siedlungen in Saskatchewan, die stetig steigende Einwohnerzahlen verzeichnen.
Der Ort ist seit seiner Gründung von landwirtschaftlicher Nutzung geprägt, sei den 1950er Jahren aber zusätzlich auch von Firmen, die die Nutzung der Ölquellen in der Umgebung fördern. Als touristisches Zentrum nutzt Carlyle die Nähe des Cannington Manor Provincial Park und des Gebiets am White Bear Lake mit einem Casino, das auf dem Land der White Bear Nation, einem Volk der Dakota, betrieben wird.
Für statistische Auswertungen ist Carlyle der Saskatchewan Census Division No. 1 zugeordnet.

## Persönlichkeiten

### Söhne und Töchter der Stadt
- Brenden Morrow (* 16. Januar 1979), ehemaliger Eishockeyspieler der National Hockey League
- Haydn Fleury (* 8. Juli 1996), Eishockeyspieler der National Hockey League

### Mit der Stadt verbunden
- Cale Fleury (* 19. November 1998), Eishockeyspieler der National Hockey League, wuchs in Carlyle auf